# Rudolf Steiner
Rudolf Steiner (hrv. Rudolf Josip Lovro Steiner; Donji Kraljevec, Kraljevina Hrvatska, 25. ili 27. veljače 1861. – Dornach, Švicarska,  30. ožujka 1925.), austrijski filozof, odgajatelj, pisac, ezoterik, i glavni utemeljitelj antropozofije.
Steinerova namjera je konkretno opažanje duha i duhovnog u materiji, te opažanje djelovanja nematerijalnih sila na fizički svijet, kao i uspostavljanje određenih zakonitosti koje se potom mogu i praktično primijeniti.
Steiner je antropozofiju kao ozbiljnu suvremenu duhovnu disciplinu u potpunosti htio
razlikovati i odvojiti od spiritizma, magije i srodnih postupaka. Osnovni oblik u kojem je htio iznijeti svoju spoznaju je ideja. Svoje duhovne doživljaje i opažanja nadnaravnog htio je izraziti u jasno razumljivim pojmovima.
Obrazovanje je primjerice želio obnoviti uspostavljanjem waldorfskog odgoja; poljoprivredu uvođenjem biodinamičke poljoprivrede; scensku umjetnost putem euritmije, koja je ujedno i oblik zdravstvene terapije.
Na polju likovne umjetnosti dao je osobite poglede. Kiparstvom se poslužio kako bi u plastičnoj formi izrazio „duhovno-božanske sile koje oblikuju biće čovjeka.“ U oblikovanju forme začeo je ideju o oblikovanju ploha u prostoru, koje svojim spajanjem oblikuju rubove, bez rada s unaprijed zadanim bridovima.
U slikarstvu je temeljem Goetheove teorije boja iznio drugačiji pogled na svaku pojedinu boju, kao i na sam način slikanja. U antropozofskom slikarstvu ne koristi se prostorna perspektiva, već boje samim svojim intenzitetom stvaraju odnose udaljenosti i blizine.
Arhitekturu je promatrao kao pokretan živ oblik, nasuprot statičnom pasivnom obliku. Vodio se idejom kako je kod oblikovanja arhitektonske forme, od same građevine važniji prostor kojega građevina obuhvaća.
U medicini je uspostavio tezu o međudjelovanju procesa unutar njegove trodjelne podjele fizičkog tijela, koju potom stavlja u vezu s nevidljivom ljudskom naravi, što je rezultiralo posebnim oblikom homeopatije. Ustanovio je i metode „zdravstvene pedagogije“ u radu s djecom s teškoćama u razvoju; a kao temeljna načela navodi razvijanje religioznih osjećaja, bavljenje umjetnošću, te poticanja rada rukama. Na antropozofskim osnovama nikle su i životne zajednice Camphill u kojima borave djeca i osobe s posebnim potrebama.
I na mnogim ostalim poljima dao je izvorne ideje. Plan koji uglavnom nije prihvaćen je trostruki društveni poredak, namijenjen obnovi države i ustroju društva.
Namjera Rudolfa Steinera bila je produhovljavanje pomoću antropozofije; kod većina antropozofskih djela zamjetan je između ostalog i duboko meditativan karakter.

## Životopis

### Djetinjstvo
Rudolf Steiner rodio se u hrvatskom naselju Donji Kraljevec u Međimurju, u tadašnjem Austrijskom Carstvu. Kršten je u susjednom selu Draškovcu u katoličkoj crkvi, dva dana nakon rođenja. Dano mu je ime Rudolf Josip Lovro Steiner. Njegov otac Johann Steiner radio je kao telegrafist na željezničkoj prugi u Donjem Kraljevcu koja je upravo bila izgrađena. Na ljeto iduće godine obitelj se seli u Mödling u Austriji. Godine 1863. obitelj opet seli u austrijski Pottschach gdje Johann postaje vođa željezničke postaje.  Iduće godine rađa se Steinerova sestra Leopoldine, koja je živjela s roditeljima do kraja života. Godine 1866. rodio se Rudolfov gluhonijemi brat Gustav  (umro 1941).
Godine 1867. Rudolf polazi u seosku školu. Učiteljeva supruga pogrešno je optužila malog Rudolfa za nered u razredu, kojeg je skrivio njen sin, nakon čega njegov otac odlučuje da Rudolf više neće pohađati školsku nastavu, te se sam prihvatio podučavanja svog sina. Godine 1869. obitelj ponovo seli u mirno selo Najderflj (njemački Neudörfl) u današnjoj Austriji.  Rudolf je volio ministrirati u crkvi i bio je miljenik svećenika.  Godine 1872., prelazi u realku u Bečkom Novom Mjestu koju je pohađao po očevoj želji s namjerom da postane inženjer na željeznici. Škola je bila udaljena osam kilometara od mjesta stanovanja. Putovao je vlakom jedan sat, a vraćao se pješice.  Uz školsku nastavu gdje je očaran matematikom, kod kuće sam uči analitičku geometriju, trigonometriju, diferencijalnu jednadžbu i integrale. S 15 godina počinje davati repeticije ostalim učenicima. Uz redovnu školsku nastavu proučavao je filozofiju, psihologiju i ostale predmete ovisno o literaturi koju je u to vrijeme mogao nabaviti, zbog slabijeg imovnog stanja njegove obitelji.

### Mladost
Nakon završetka realne gimnazije Johann Steiner je zatražio od uprave Austrijske južne željeznice da njegovo radno mjesto premjesti bliže Beču kako bi njegov sin mogao svaki dan putovati vlakom na fakultet. Tako se obitelj Steiner preselila u Inzersdorf. Godine 1879., po želji svog oca Rudolf Steiner se upisuje na bečku Visoku tehničku školu, s namjerom da sada postane učitelj matematike i deskriptivne geometrije u realnoj gimnaziji. Studirao je matematiku i prirodne znanosti, a dodatna predavanja je slušao iz književnosti i filozofije.
Johann Wolfgang von Goethe za Steinera je bio svojevrstan duhovni otac. Zanimanje za Goetha kod njega je pobudio profesor njemačke književnosti Karl Julius Schröer, koji je bio veliki štovatelj Goetheova djela. Steiner je bio osobito zadovoljan time što je na sveučilištu po prvi put slušao predavanja iz filozofije; do tada je filozofiju učio samo iz knjiga. Tako je pohađao predavanja Roberta Zimmermana i Franza Brentana. Za vrijeme svojih redovitih putovanja vlakom Steiner upoznaje travara i seljaka Felixa Koguckija, koji je živio u malom selu, južno od Beča. Kogucki je za Steinera predstavljao čovjeka koji je i sam razumio misticizam i duhovni ustroj same prirode, te koji nije bio u dodiru sa suvremenim životom i znanstvenim shvaćanjima. Odbacivao je klerikalizam ali je kao duboko pobožna osoba razumio Steinerova duhovna viđenja. Preko Felixa Koguckija Steiner je upoznao još jednu osobu čiji je identitet nepoznat. Ovaj čovjek je bio još bliži Steineru te ga je potakao na pravilno i sustavno shvaćanje zakonitosti duhovnog svijeta.
Profesor Julius Schröer koji se sprijateljio sa Steinerom predložio ga je za urednika Goetheovih prirodoznanstvenih djela. Schroer je preporučio Steinera i za kućnog učitelja u imućnoj bečkoj obitelji, koja je imala četvoricu dječaka, od koji je jedan imao smetnje u razvoju; bolovao je od hidrocefalusa, oboljenja na mozgu. Njegov odgoj on je preuzeo na sebe. Dječak Otto Specht je u dvije godine uspio nadoknaditi znanje i završiti školu, a kasnije je postao liječnik. Steinerov pedagoški rad sastojao se i iz davanja poduka iz raznih predmeta, što je radio sve do svoje 29 godine. 
Premda je studirao na tehničkom fakultetu doktorski rad je položio iz filozofije koja ga je osobno najviše zanimala. On je od svoje mladosti bio zaokupljen otkrivanjem istine pomoću filozofije.   Njegova doktorska disertacija nosila je naziv Osnovni problem spoznajne teorije s osobitim osvrtom na Fichteovu teoriju znanosti. Promoviran je za doktora filozofije 1891. u Rostocku.  Godine 1892. disertacija je objavljena u proširenom izdanju pod nazivom Istina i znanost. Uvod u filozofiju slobode. Dvije godine kasnije objavljeno je djelo Filozofija slobode, pod punim nazivom Filozofija slobode. Temeljne crte modernog pogleda na svijet. Rezultati promatranja duše prirodoznanstvenom metodom, Steinerovo glavno filozofsko djelo.
Zbog rada na uređivanju Goetheovih prirodoznanstvenih spisa u okviru Kürschnerove biblioteke: Njemačka nacionalna literatura, Steiner je 1886. na Schröerov prijedlog pozvan na suradnju pri objavljivanju Goetheovih djela u okviru biblioteke Sophien-Ausgabe u Weimaru. Rezultat Steinerovog rada u arhivu bilo je objavljivanje 95 publikacija i knjige Goetheov pogled na svijet, izdanu 1897. Također je napisao uvod djelima o Schopenhaueru i o Jeanu Paulu, koja su objavljena u Cottaschen Bibliothek der Weltliteratur. U Weimaru je proveo sedam godina u svojstvu stalnog suradnika Goetheovih spisa. U Weimaru je upoznao i Annu Eunike, udovicu s petero djece, s kojom se kasnije i oženio. Uređivao je i Nietzscheovu knjižnicu na poziv njegove sestre Elisabeth Forster-Nietzsche. Rezultat je bio katalog s 277 stranica. Ovaj rad je prekinut zbog nepredvidivosti i naglog mijenjanja odluka Nietzscheove sestre. 

### Život u Berlinu
Steiner se 1897. preselio u Berlin gdje je dvije godine kasnije stupio u građanski brak s Annom. Anna je preminula 1911. godine. Postao je jedan od urednika u listu pod nazivom Magazin za literaturu kojega je pokrenula skupina Goetheovih poklonika, na godišnjicu njegove smrti. Steiner je u listu zajedno s drugim urednikom Ottom Erichom Hartlebenom objavljivao i Dramaturške listove; jedan dio ljudi okupljenih u časopisu bio je također aktivan i u Dramskom društvu. Steiner je u ovom društvu sudjelovao u postavljanju kazališnih predstava koje su, u to doba, svojim avangardnim sadržajem odskakale od klasične dramske forme. Steiner je nadalje namjeravao iznijeti svoje ezoterične spoznaje u javnost. U listu je tako objavio u potpunosti vlastito tumačenje Goetheove bajke Bajka o zelenoj zmiji i lijepoj Ljiljani, koje je samo donekle imalo ezoteričan ton. Godine 1899. izvršni odbor berlinske škole za obrazovanje radnika zamolio je Steinera da kod njih drži predavanja iz povijesti kao i vježbe govorništva. Predavanja je održavao u skladu sa svojim shvaćanjima evolucije i povijesti, ne u skladu s tada aktualnim marksizmom i socijaldemokratskim učenjem. Njegov humani pristup tako je kod radnika uz ostalo budio i svijest o vlastitoj vrijednosti. Kako se ovaj pristup nije uklapao u osnovni cilj škole što je bilo klasno osvještavanje radnika te njihovo uključivanje u političku i klasnu borbu, njegova predavanja su 1905. ukinuta protivno volje učenika. Bio je i predavač u intelektualnim udruženjima Die Kommenden (Ljudi budućnosti), Friedrichhagener, Savez Giordiana Bruna kao i na Slobodnoj visokoj školi, koju su osnovali neki od pripadnika navedenih udruženja.
Steinerov glavni interes bio je iznošenje vlastitih doživljaja o duhovnoj stvarnosti koju prema vlastitim riječima zapaža od samoga djetinjstva. Ovo je uspio ostvariti po prvi put, tek u teozofskom društvu.

### Teozofsko društvo
Godine 1900. Steiner je bio pozvan da održi predavanje o svojoj knjizi o Nietzscheu Friedrich Nietzsche, Ein Kämpfer Gegen Sein Zeit, Friedrich Nietzsche: borac protiv svog vremena, u teozofskoj knjižnici grofa i grofice Brockdorff. Među slušateljima je vladalo veliko zanimanje za duhovnost i ezoteriju. Pred ovom publikom Steiner je po prvi put mogao govoriti sasvim ezoterički. Govorio je samo iz vlastitih spoznaja temeljenih na uvidu u duhovnu stvarnost. Brockdorffovi su vodili neformalni berlinski odjel teozofskog društva. Među slušateljima je bila i Maria von Sivers kazališna umjetnica rodom iz tadašnjeg ruskog dijela Poljske. Početkom 1902. voditelj berlinskog odjela teozofskog društva grof von Brockdorff pozvao je Rudolfa Steinera da preuzme njegovo mjesto. On je pristao pod uvjetom da Maria von Sivers postane njegova suradnica, na što je ona pristala, čime je Steiner postao članom teozofskog društva.
U listopadu iste godine u Berlinu je osnovana njemačka sekcija teozofskog društva, sa Steinerom kao glavnim tajnikom. U sklopu društva održao je mnoga predavanja, te je izdavao i časopis Lucifer ( u značenju 'svjetlonoša'), kasnije Lucifer-Gnosis. U njemu su objavljivana mnoga rana antropozofska djela. Za vrijeme djelatnosti u teozofskom društvu Steiner je napisao i tri takozvane misterijske drame, koju su za cilj imale uvesti gledatelja u duhovni realitet i svijet, o kojem je Steiner držao opširna izlaganja. U tome je radio zajedno s Mariom koja je bila obučena kao glumica i recitatorica. S njom je razvio i euritmiju koja nastaje kao izraz Steinerove osobite dramske umjetnosti.
Njegov pristup značajno se razlikovao od pristupa teozofskog vodstva. On je svoje uvide temeljio na zdravorazumskom shvaćanju pri budnoj jasnoj svijesti, nasuprot uglavnom apstraktnoj ezoteriji i misticizmu teozofa uvelike temeljenog na indijskim religijama. Oni su smatrali kako budna svijest pripada osjetilnom, ne nadosjetilnom svijetu, što je po Steinerovu mišljenju predstavljalo zastarjeli princip koji nije bio prikladan za suvremeno doba. Zamjerao je teozofima i pogrešno tumačenje istočnjačke mudrosti te gubitak osjećaja za stvarnost. Od godine 1906. u Društvu je osobito jačao utjecaj spiritizma, pa je osnivač antropozofije često naglašavao kako on nema ništa zajedničkog s takvim poimanjem duhovnosti. Razlike u stajalištima između njemačkog ogranka načelu sa Steinerom i međunarodnog društva osobito su se povećale kada je 1907. Annie Besant postala njegovom predsjednicom. Godine 1913. neslaganje s vodstvom Teozofskog društva doseglo je vrhunac kada su Annie Besant i Charles Webster Laedbeater proglasili indijskog četrnaestogodišnjeg dječaka po menu Jiddu Krishnamurti reinkarnacijom Krista. Riječima samog Steinera:
„Od 1906. počeli su se u Društvo, na čije vođenje nisam imao ni najmanje utjecaja, pojavljivati događaji koji su podsjećali na spiritističke izopačenosti i zbog kojih sam stalno morao naglašavati da onaj dio Društva koji se nalazi pod mojim rukovodstvom nema s time apsolutno ništa zajedničko. Te su pojave dostigle svoj vrhunac kada se za jednog indijskog dječaka počelo tvrditi da je on osoba u koju će Krist stupiti u novi zemaljski život. Za širenje te besmislice osnovano je u Teozofskom društvu posebno društvo pod nazivom 'Zvijezda istoka'. Meni i mojim prijateljima kao članovima njemačke sekcije bilo je sasvim nemoguće učlaniti se u 'Zvijezdu istoka', kako je to predviđala Annie Besant kao predsjednica Teozofskog društva. I budući da to nismo mogli učiniti, bili smo 1913. godine isključeni iz Teozofskog društva. To nas je prisililo da osnujemo Antropozofsko društvo kao samostalno društvo.“ 

### Antropozofsko društvo
Steiner je smatrao kako za razvitak antropozofije kao duhovne discipline nije potrebno ustanovljivanje službenog društva.  Antropozofsko društvo je pak osnovao zbog zahtjeva koje nameće samo društvo kao nužan okvir za nesmetano bavljenje svojom duhovnom znanošću. Dana 2. i 3. veljače u Berlinu je održana prva Generalna skupština novo-osnovanog Antropozofskog društva. Iz Steinerova govora održanog 1. siječnja 1913. po završetku ciklusa predavanja Bhagavad Gita i Pavlove poslanice:
„Bog je odredio da svijet bude uronjen u materijalno, a zadatak je ljudskih duša i pitanje višeg stupnja samospoznaje nešto što čovjek mora sam spoznati u svojoj ljudskosti; to je pitanje antropozofije pomoću koje možemo uvidjeti što teozofija (kao znanost o božanskom) može značiti za čovječanstvo. To bi trebao biti osjećaj najveće skromnosti koje nagoni čovjeka da pripada antropozofskom pokretu, skromnosti koja mu govori: Ako želim brzo upoznati ljudsku dušu i odmah se približiti najvišem stupnju božanskog, poniznost će vrlo lako nestati iz mene, a na njezino će mjesto doći ponos;taština će se vrlo lako ustoličiti. Antropozofsko društvo bi također trebalo biti polazište na putu za više moralne sfere,  iznad svega trebalo bi spriječiti sve ono što se tako lako uvuklo u teozofski pokret kao ponos, taština ambicija i želja da se na brzinu dospije do najveće mudrosti. Antropozofsko bi društvo trebalo sve ovo izbjeći jer je od samog početka već uzelo u obzir da je nagodba s iluzijom posao same ljudske duše. Trebalo bi se osjetiti da je Antropozofsko društvo proizišlo iz najdublje ljudske skromnosti. Jer, iz ove bi skromnosti trebala izvirati duboka ozbiljnost kao štovanje svete istine u koju će ona prodrijeti ako se uputimo u područje nadosjetilnog, duhovnog.“
Steiner je pak odbio biti njegovim članom, u skladu sa svojim stavovima. Iste godine piše četvrtu misterijsku dramu. Za izvođenje ovih drama te za ostalu antropozofsku djelatnost u švicarskoj općini Dornach započeta je gradnja građevine za koju je on izradio i idejni projekt i nazvao je Goetheanum.
U izgradnji Goetheanuma i popratnih objekata sudjelovali su umjetnici i radnici iz mnogih zemalja. Steiner se 1914. oženio s Marie von Sivers, koja je kao član uprave Društva preuzela sve organizacijske poslove. Za vrijeme dešavanja Antropozofskog pokreta Steiner je razvio nove načine sagledavanja mnogih područja ljudske djelatnosti, pružajući nove poglede na čovjeka i prirodu; s namjerom usklađivanja ljudskih djelatnosti s božansko-kozmičkim kretanjima.
Mnogi ogranci Društva bili su osnivani u mnogim europskim zemljama. Prilikom ustrojavanja Društva i širenja antropozofskog pokreta Steiner je ustrajao na uklanjanju sektaškog karaktera Društva preostalog još iz teozofskog društva. S pridolaskom novih članova i značajnijeg izlaska antropozofije u javnost, pokret je također zadobivao i protivnike.
Dana 31. prosinca 1922. zgradu Goetheanuma zahvatio je požar za kojeg se pretpostavljalo da je podmetnut, a kako je bio u cijelosti građen od drveta, izgorio je gotovo u potpunosti. Ova katastrofa ostavila je duboki trag na Steinera i na njegovo zdravlje. Nakon ovoga nastupila je temeljita obnova Antropozofskog društva s nakanom jačanja pokreta iznutra te značajnijeg otvaranja prema svijetu; premda su antropozofi i do tada održavali svoje posjećene kongrese uz Steinerova javna predavanja. Na ovome se ustrajalo kako se duhovni, društveni, i umjetnički pokret antropozofije usmjeren prema unaprijeđenju ljudske kulture i duhovnosti nebi pretvorio u puku sljedbu. Dana 25. prosinca 1923. osnovano je Opće antropozofsko društvo, a Steiner je postao njegov predsjednik, promijenivši ustroj društva i svoju ulogu u njemu. Pokrenuo je osnivanje Slobodne visoke škole za duhovnu znanost. Izradio je nacrte za zgradu novog Goetheanuma koji je ovaj put bio izgrađen od armiranog betona, novog materijala u to vrijeme. Društvo je bilo koncipirano u skladu s načelima i potrebama tadašnjeg civilnog društva. Antropozofi su trebali zastupati sve antropozofske djelatnosti i ideje javno i hrabro bez ikakvog prikrivanja, što je bilo osobito bitno zbog toga što je antropozofija sadržavala potpuno novi način promišljanja stvari uz drugačije ideje i poglede na svijet. Steinerovi najbliži suradnici koje je on rasporedio na pojedina mjesta u društvu bili su njegova supruga Marie Steiner von Sivers nadležna za odjel govorne i glazbene umjetnosti, liječnica dr. Ita Wegman preuzela je vodstvo Medicinskog odjela. Švicarski književnik i slikar Albert Stefen postao je zamjenik predsjednika i vođa odjela za lijepe znanosti. Nizozemska matematičarka i astronom Elizabetha Vreede postala je voditeljica matematičko-astronomskog odjela, dok je Guenther Wachsmuth postao voditelj prirodoznanstvenog odjela.
Unatoč Steinerovom opsežnom proučavanju značajnih povijesnih osoba, te njegovom specifičnom tumačenju njihovih uloga u povijesti, Steiner je dobrim dijelom ostao samostalan i neovisan mislilac. U svom pristupu redovito njeguje individualistički pristup, nasuprot općem društvenom poimanju stvari.
Svi biografi Steinera redom opisuju kao iznimno srdačnu i moralnu osobu. Rudolf Steiner umro je u Dornachu 1925. godine.

## Antropozofija
Steiner je svoju antropozofiju želio utemeljiti kao objekivnu znanost, odvajajući je od subjektivnih i osobnih stavova po čemu se razlikuje od ostalih vidovnjaka. Za razliku od Edgara Caycea, Steinerovog suvremenika, koji je samo iznosio vlastita viđenja, Steiner je svoju disciplinu nastojao postaviti kao uređen i samostalan sustav logički obrazloženog mišljenja, neovisan o svom začetniku. Steiner je tako svoje uvide obrazlagao naprimjer riječima : „duhovnim opažanjem“ ili pak „vidovitim sagledavanjem moguće je ustanoviti...“, od jednostavnog prepričavanja osobnih iskustava. Iako se i Steinerov uvid uvelike temeljio na, prema vlastitim tvrdnjama, vidovitosti, to jest na idejama stečenim zapaženjem metafizičke stvarnosti.
Njegova izlaganja su nerijetko i emotivna; poseban naglasak stavljao je na osjećajno uživljavanje u određeni pojam. Često je napominjao kako antropozofija „sadrži žive misli koje više znače duši nego kad joj se daju mrtve skice, imena i apstraktni pojmovi.“ Rudolf Steiner svoja načela temelji na jedinstvenom uvidu u prirodu i narav stvari. Premda se njegove glavne ideje mogu iznijeti u nekoliko općih crta, za dobivanje potpunog cjelovitog uvida bilo bi potrebno proučiti sva njegova pisana djela i usmena predavanja kojih je održao čak oko šest tisuća (oko dvije tisuće predavanja nije ostalo zabilježeno).
Steinerova objašnjenja i tumačenja izrazito su složena i višestruka. Razne stvari sagledava s više različitih stajališta, pružajući tako cjelovitu sliku nekog predmeta. U svojim predavanjima često se dotiče raznoraznih područja, čime je preteča suvremenog interdisclipinarnog pristupa. Svoja tumačenja postavlja na četiri osnovna načela: fizički, eterični, astralni i duhovni princip. Ovo je njegova osnovna podjela (iako ne jedina) s koje opisuje raznorazne pojave.

### Religija
Njegov pogled na kršćanstvo se sastoji od sljedećeg: Krist je duhovno biće koje je sa Sunca sišlo na Zemlju u Isusovo tijelo prilikom krštenja na Jordanu. Također tvrdi kako su postojala dva dječaka Isusa, jedan iz Betlehema, drugi iz Nazareta. Duh Isusa iz Betlehema ušao je u tijelo Isusa iz Nazareta prilikom prikazanja u hramu kada ga roditelji nisu prepoznali. Dalje tvrdi da je Krist jedno te isto biće koje se Židovima prikazivalo kao Jahve, biće koje su Egipćani nazivali Oziris, te božanstvo Ahura Mazda kod starih Perzijanaca. 
Kao svoje izvore Steiner navodi takozvanu akaša kroniku, svojevrstan kozmički zapis prošlih i budućih zbivanja, kojem daje prednost pred standardnim materijalnim zapisima zbog toga što „sredstvima obične povijesti čovjek može naučiti samo mali dio onoga što je čovječanstvo doživjelo u prapovijesti. Povijesni dokumenti bacaju svjetlo na samo nekoliko tisućljeća. ... Treba samo promatrati kako se promijenila slika nekog događaja ili naroda, ne tako udaljenog od nas kada je otkriveno neko novo povijesno svjedočanstvo.“
Prema Steineru Buda je svijetu donio milosrđe i ljubav kao učenje. Duh Bude također je djelovao u duši Isusa iz Betlehema izravno iz duhovnog svijeta.
Skupina njemačkih teologa obratila se Steineru za pomoć u religioznoj obnovi kršćanske crkve. Friedrich Rittelmeyer i Emil Bock nakon Steinerovih temeljitih predavanja uz intenzivne rasprave s ostalim sudionicima predavanja, osnovali su 1922. u Stuttgartu vjersku zajednicu pod nazivom Zajednica kršćana (Christengemeinschaft), koja primjenjuje sedam sakramenata, u protestanskom duhu, bez ostalih kršćanskih dogmi. Steiner je pružio pomoć ovoj skupini ljudi u svoje osobno ime, te Zajednica kršćana nije dio same antropozofije. Sam osnivač antropozofskog pokreta je i naglašavao kako nema namjeru osnivati religiju, već je zadaća antropozofije potraga za istinom i spoznajom.
Prema zagrobnom životu se odnosi kao i prema svakodnevnom materijalnom životu, te ga najozbiljnije uzima u svoje razmatranje.

### Povijest
Steiner usko vezuje razvoj planeta Zemlje sa samim razvojem čovjeka. Tumači kako planet Zemlja prolazi kroz različite inkarnacije. Po ovom gledištu Zemlja ima 7 utjelovljenja. Steiner ih redom naziva: stari Saturn, staro Sunce, stari Mjesec, sadašnja Zemlja te tri buduće inkarnacije Jupiter, Venera i Vulkan. Na Saturnu je stvarano ljudsko fizičko tijelo, na Suncu eterično tijelo, na Mjesecu astralno tijelo a na Zemlji čovjeku se pridodaje njegovo ja. Na budućim utjelovljenjima čovjek bi po ovom gledištu trebao preći u duhovne oblike postojanja. Ova prošla navodna planetarna stanja Steiner dovodi u vezu sa sadašnjim planetima, iako ne nužno s onima koji nose naziv današnjih nebeskih tijela.
Kozmologija je dodatno složeno opisana, no Steiner je uvijek vezuje uz djelatnost i egzistenciju samih duhovnih bića.
Smatrao je kako je u prošlosti čovječanstvo bilo blisko povezano s božanskim, te se postupno odvajalo i povezivalo s vidljivim materijalnim svijetom. Od ove točke Steiner smatra da bi se čovjekova svijest ponovo trebala usmjeriti na višu duhovnu razinu, ne gubeći pritom one sposobnosti koje je u međuvremenu stekla.
Steiner opisuje postojanje takozvanih misterijskih škola iz kojih je kako tvrdi proistekla ukupna ljudska kultura i civilizacija. Na ovim mjestima ljudi su prolazili kroz duhovni razvoj i/ili inicijaciju, i komunikaciju s višim entitetima. Tvrdi kako su u evanđeljima korišteni simboli i metode posvećenja starih misterija, te kako je golgotski misterij ustvari javno izvođenje onoga što se do tada izvodilo samo u prisutnosti za to posebno pripremljenih pojedinaca. Premda pojavu Isusa Krista tumači i kao jedinstveni događaj u povijesti čovječanstva.
Steinerova podjela povijesti uključuje sedam epoha, koje su uslijedile nakon atlantidske epohe (u antropozofiji mitska Atlantida je nedvojbena činjenica). Staroindijska epoha, staroperzijska, zatim egipatsko-kaldejska, grčko-rimska nakon koje slijedi današnja peta epoha te još dvije buduće. Steiner tumači kako ova razdoblja stoje u svojevrsnom mističnom odnosu prema navedenim planetarnim stanjima, što je dio Steinerovog sveobuhvatnog izlaganja o odnosu mikrokozmosa i makrokozmosa; iako se njegove tvrdnje ne podudaraju uvijek u mnogobrojnim i slojevitim tumačenjima.

### Lucifer i Ahriman
Steinerova demonologija ne predstavlja odvojen korpus unutar antropozofije, već je učenje o Luciferu i Ahrimanu uglavnom isprepleteno s ostalim duhovnim činjenicama.
Steiner je na najozbiljniji mogući način zastupao tezu kako je čovjek ustvari polje djelatnosti luciferskih i ahrimanskih bića, u kojem on sam zauzima najmanji dio.
Lucifera opisuje kao biće koje u čovjeku potiče sebičnost, odvajanje od društva, sanjarenje, fantaziranje, haluciniranje, i drugo, a Ahriman s druge strane postavlja zapreke ljudskom razvoju, želi od čovjeka proizvesti mehanički stroj te ga odvojiti od Boga. Luciferski princip je razjeđivanje i zagrijavanje a ahrimanski zgušnjavanje i hlađenje. Unatoč ovome Rudolf Steiner tumači kako je od ovih sila nemoguće pobjeći, te se pretjeran utjecaj jednog može uravnotežiti suprotnom snagom drugog. Također ih drži neodvojivim od općeg ljudskog razvoja.

### Čovjek
Rudolf Steiner reinkarnaciji pristupa kao znanstvenoj činjenici, ne kao religijskom pojmu. Za njega su reinkarnacija i karma dvije temeljne istine ljudskog postojanja. Ideju o utjecaju pojedinih događaja i djela iz ljudskog života koji utječu na kasniji život čovjeka, Steiner je primijenio i unutar jednog ljudskog života, tj. navodi kako i događaji iz djetinjstva i mladosti imaju svoje djelovanje na kasniji život; dok se sva djela i događaji koje čovjek doživi ili sam uzrokuje preobraženi ponavljaju i u kasnijim životima.  Uz ovo naglašava i važnost života duše nakon smrti u duhovnom svijetu između dva zemaljska života, gdje se također stvara ljudska karma.
U skladu sa svojim viđenjima, čovjeka dijeli na četiri osnovna dijela. Fizičko tijelo potom eterično, astralno ili duševno te duhovno. Tvrdi da se duhovno razvija preobražajem nižih dijelova/tijela. Astralno tijelo podijelio je na tri dijela:  osjećajna duša, razumska duša i duša svijesti. Ove podjele dovodi u vezu s povijesnim razdobljima kada je čovjek naglašenije razvijao pojedine navedene dijelove vlastitog bića. Uz ovu Steiner se služi i podjelom na mišljenje, osjećanje i htijenje, kao i nizom ostalih podjela koje kod njega nikada nisu trajno određene. Steinerova podjela čovjeka često je i trostruka. Fizičko tijelo tako je podijelio na živčani sustav s glavom, ritmički sustav (disanje i cirkulacija), i sustav izmjene tvari s udovima. Za duhovno tijelo tvrdi da je nosilac ljudskog ega, odnosno da je duh čovjeka njegovo ja. Dalje ga je podijelio također na tri člana: duh sam (ili duhovno ja), životni duh i duhovni čovjek.
Steiner nameće duhovno prosvjetljenje kao glavni cilj, te u svojim djelima daje posebne misaone vježbe kojima se ovo može postići. On to opisuje kao „stupnjeve više spoznaje“ koje naziva imaginacija, inspiracija i intuicija (ovim pojmovima Steiner pridaje drugačije značenje od uobičajenog). On smatra kako mišljenje ima objektivnu snagu te da se njime može doći do više spoznaje, ako je podvrgnuto ciljanom razvoju.

## Ostavština
Duhovna ostavština Rudolfa Steinera uključuje oko 270 zabilježenih ciklusa predavanja. Napisao je i na stotine eseja, i oko četrdeset knjiga. Ukupna sakupljena djela sastoje se od 360 svezaka na njemačkom jeziku. Likovna ostavština uključuje zgradu drugog Goetheanuma, te deset popratnih objekata koje je također projektirao Steiner, kao i manji broj skica i skulptura.

## Prijem
Steinerov rad najprihvaćeniji je od strane samih antropozofa. Van antropozofskih krugova nije bilo ozbiljnijeg proučavanja Steinerova djela.
Talijanski benediktinski svećenik i egzorcist Pellegrino Ernetti (1925-1994)  tvrdi da je iz obreda egzorcizama koje je vršio, od opsjednutih doznao kako Lucifer između ostalog stoji iza brojnih sljedbi među kojima navodi i "Steinerove antropozofe".

## Vanjske poveznice
- Rudolf Steiner Archiv (njem.)
- Rudolf Steiner Archive  Arhivirana inačica izvorne stranice od 7. listopada 2012. (Wayback Machine) (engl.)
- Rudolf Steiner audio (engl.)
- Rudolf Steiner Handbuch/Handbook PDF (njem.)(engl.)